# Ишыг
«Ишыг» (азерб. ایشیق, İşıq) — первая женская газета на азербайджанском языке. Публиковался на еженедельной основе. Всего было опубликовано 68 номеров.

## История
Первый номер газеты был опубликован 22 января (4 февраля) 1911 года. Материальную поддержку для издания газеты оказывал Гаджи Зейналабдин Тагиев. Издателем газеты был публицист и адвокат Мустафа-бек Алибеков, а редактором — его жена, Хадиджа Алибекова.  Издание печаталось на азербайджанском языке. На 8-12 страницах газеты печатались статьи на русском языке. Издание, которое, объединяло женщин — интеллигентов того времени, публиковалось до 1912 года.

### Обложка
На обложке журнала была изображена молодая женщина в головном покрытии, которая держала за руку ребенка и указывала ему на восходящее солнце, которое излучало свет (отсылка к названию журнала: азерб. işıq — свет).

## Редакция
Мустафа-бек Алибеков родился в 1872 году в Шеки, был общественным деятелем, переводчиком, публицистом и адвокатом.
Хадиджа Алибекова родилась в 1884 году в Тифлисе, где и получила начальное образование в русской женской гимназии, а затем в Закавказском Ольгинском институте акушерства и гинекологии.